# Marathon van Dubai 2010

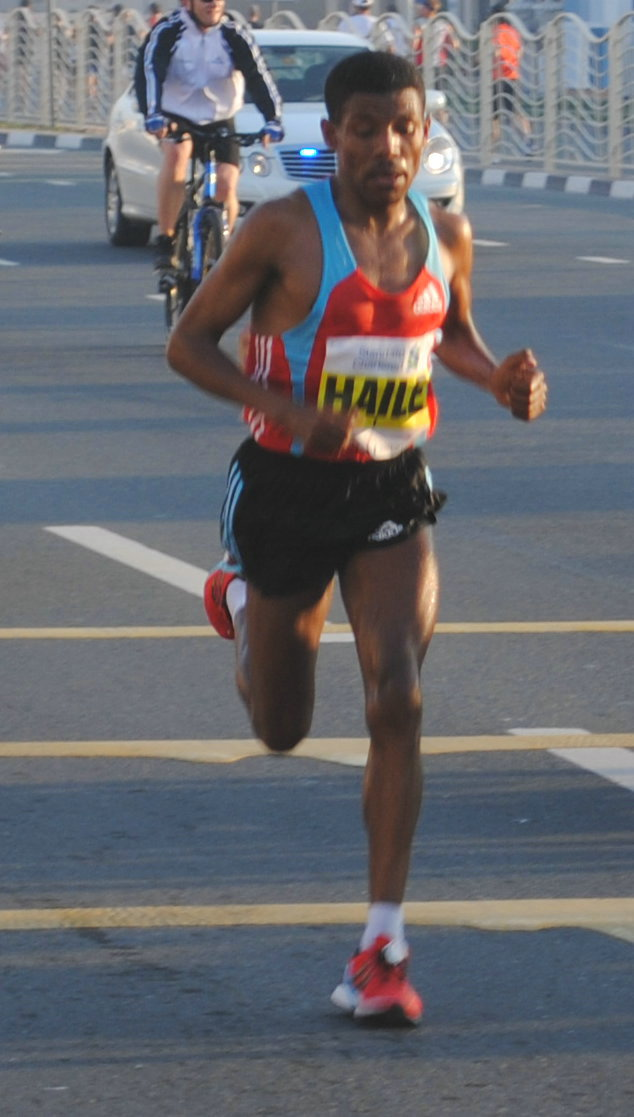
Haile Gebrselassie tijdens de marathon van Dubai 2010

De marathon van Dubai 2010 vond plaats op vrijdag 22 januari 2010. Het was de elfde editie van het jaarlijkse evenement. Net als vorig jaar werd het evenement gesponsord door Standard & Chartered.
Voor de derde achtereenvolgende maal was bij de mannen Haile Gebrselassie de sterkste. Zijn winnende tijd van 2:06.09 lag echter beduidend boven die van de twee voorgaande jaren. Opnieuw wist hij zijn doel, verbetering van zijn eigen wereldrecord, niet te realiseren. Als voornaamste oorzaak voerde de Ethiopiër aan, dat hij last had gehad van zijn rug. Hij had de nacht ervoor op zijn buik geslapen en had als gevolg hiervan rugproblemen gekregen waaraan hij, voorafgaande aan de race, nog uitgebreid fysiotherapeutisch was behandeld. Hoewel hij desondanks een groot deel van de race aan de leiding was gegaan, was hij in het laatste stadium nog ingehaald door Chala Dechase en Eshetu Wendimu. Op basis van zijn ruime ervaring als recordhouder wist hij zijn belagers echter toch weer van zich af te schudden en sleepte hij met zijn derde overwinning in successie 250.000 dollar in de wacht.
Bij de vrouwen zorgde ditmaal Mamitu Daska ervoor, dat de winst eveneens naar Ethiopië ging. Zij zegevierde in 2:24.19.
In totaal finishten er 1313 marathonlopers.

## Uitslagen

### Mannen
| rang   | naam               | land | tijd    |
| ------ | ------------------ | ---- | ------- |
| Goud   | Haile Gebrselassie | ETH  | 2:06.09 |
| Zilver | Chala Dechase      | ETH  | 2:06.33 |
| Brons  | Eshetu Wendimu     | ETH  | 2:06.46 |
| 4      | Abiyote Guta       | ETH  | 2:09.03 |
| 5      | Dereje Debele      | ETH  | 2:09.43 |
| 6      | Abraham Chelanga   | KEN  | 2:10.28 |
| 7      | Dejene Yirdaw      | ETH  | 2:10.50 |
| 8      | Leonard Mucheru    | KEN  | 2:11.08 |
| 9      | Japhet Kosgei      | KEN  | 2:11.20 |
| 10     | Yiman Mekonnen     | ETH  | 2:12.39 |
| 11     | El-Arbi Essraidi   | FRA  | 2:13.37 |
| 12     | Tesfaye Tola       | ETH  | 2:16.59 |
| 13     | Tesfaye Bekele     | ETH  | 2:17.54 |
| 14     | Stanley Kibet      | KEN  | 2:24.54 |
| 15     | Zekeriya Zeyne     | ETH  | 2:26.05 |
| 16     | Dennis Mehfeld     | GER  | 2:26.49 |
| 17     | Hok Yan Lai        | HKG  | 2:30.01 |
| 18     | Anders Skarholt    | NOR  | 2:32.19 |
| 19     | Anders Einum       | NOR  | 2:32.41 |
| 20     | Tezera Tesfaye     | ETH  | 2:32.54 |

### Vrouwen
| rang   | naam                 | land | tijd    |
| ------ | -------------------- | ---- | ------- |
| Goud   | Mamitu Daska         | ETH  | 2:24.19 |
| Zilver | Aberu Kebede         | ETH  | 2:24.26 |
| Brons  | Helena Kirop         | KEN  | 2:24.54 |
| 4      | Bezunesh Bekele      | ETH  | 2:26.05 |
| 5      | Isabellah Andersson  | SWE  | 2:26.52 |
| 6      | Askale Tafa          | ETH  | 2:27.27 |
| 7      | Yeshimebet Tadesse   | ETH  | 2:27.45 |
| 8      | Genet Getaneh        | ETH  | 2:30.24 |
| 9      | Woinshet Girma       | ETH  | 2:32.07 |
| 10     | Shiru Deriba         | ETH  | 2:32.36 |
| 11     | Anne-Mari Hyryläinen | FIN  | 2:52.39 |
| 12     | Derebe Alemu         | ETH  | 2:54.26 |
| 13     | Nina Wavik Ytterstad | NOR  | 2:57.38 |
| 14     | Nicola Green         | ENG  | 3:06.42 |
| 17     | Wilma van Onna       | NED  | 3:12.53 |

2000 ·
2001 ·
2002 ·
2003 ·
2004 ·
2005 ·
2006 ·
2007 ·
2008 ·
2009 ·
2010 ·
2011 ·
2012 ·
2013 · 
2014 · 
2015 ·
2016 ·
2017